# Ambasadorowie Szwecji w Stanach Zjednoczonych
Pierwszym reprezentantem Szwecji w USA (od 1782) był Samuel Gustaf Hermelin.
Adres obecnej szwedzkiej ambasady "House of Sweden" (od 2006) to 2900 K Street Waszyngton.

## Szwedzcy ambasadorzy w USA

### Rezydenci (1812–1919)
- 1782 Samuel Gustaf Hermelin
- 1812–1819 Johan Albert Kantzow

### Chargé d'affaires (1919–1945)
- 1919–1931 Berndt Robert Gustaf Stackelberg (i 1921–1926 poseł Axel Wallenberg)
- 1925–1945 Wollmar Boström (poseł)

### Ambasadorzy (od 1945)
- 1945–1948 Herman Eriksson (poseł, od 1947 ambasador)
- 1948–1958 Erik Boheman
- 1958–1964 Gunnar Jarring
- 1964–1973 Hubert de Besche
- 1972 Yngve Möller (mianowany, ale nie wysłany, z powodu zerwania stosunków między obu państwami)
- 1974–1989 Wilhelm Wachtmeister
- 1989–1993 Anders Thunborg
- 1993–1997 Henrik Liljegren
- 1997–2000 Rolf Ekéus
- 2000–2005 Jan Eliasson
- 2005–2007 Gunnar Lund
- 2007-dziś Jonas Hafström